# Mongolia en los Juegos Olímpicos de México 1968
Mongolia estuvo representada en los Juegos Olímpicos de México 1968 por un total de 16 deportistas, 12 hombres y 4 mujeres, que compitieron en 4 deportes.
El portador de la bandera en la ceremonia de apertura fue el luchador Jorlooguiin Bayanmönj.

## Medallistas
El equipo olímpico mongol obtuvo las siguientes medallas:
| Nombre                     | Deporte     | Competición |
| -------------------------- | ----------- | ----------- |
| Oro                        |             |             |
| —                          |             |             |
| Plata                      |             |             |
| Jigjidiin Mönjbat          | Lucha libre | 87 kg M     |
| Bronce                     |             |             |
| Chimedbazaryn Damdinsharav | Lucha libre | 52 kg M     |
| Danzandarjaagiin Sereeter  | Lucha libre | 70 kg M     |
| Tömöriin Artag             | Lucha libre | 78 kg M     |